# Brooks Brothers
Pour les articles homonymes, voir Brooks.
Brooks Brothers est la plus ancienne marque de vêtements des États-Unis. Elle a été créée par Henry Sands Brooks à New York en 1818. Elle reste connue pour avoir habillé nombre de présidents américains et étrangers, être iconique à Wall Street, ainsi qu'être à l'écran dans plusieurs films ou séries.

## Historique
En 1818, Henry Sands Brooks revend les vêtements achetés en gros par son frère David, dans une boutique à New York. Celle-ci prend le nom de H&D Brooks & Co.  
En 1833, à la mort d'Henry Brooks, ses fils prennent la suite et rebaptisent l'entreprise Brooks Brothers.  
Pendant la Guerre de Sécession, la marque habille plusieurs généraux.  
En 1896, Brooks Brothers est la première marque à commercialiser la chemise à col blanc « button-down » (avec les deux pointes boutonnées à leur extrémité), empruntée aux joueurs de polo anglais.  
L'entreprise reste entre les mains de la famille fondatrice jusqu'en 1946.
En 1953, la marque innove et lance les premières chemises « non iron », ne nécessitant pas de repassage. Mais il faut attendre les années 1990 pour que le produit se démocratise.
Brooks Brothers a habillé nombre de célébrités, issues aussi bien du monde politique que du show-business. Ainsi, quarante des quarante-cinq présidents américains élus depuis la création de la marque se sont un jour habillés chez Brooks Brothers (Abraham Lincoln portait un Brooks Brothers au moment de son assassinat). Andy Warhol était un inconditionnel de la marque, et les membres de Nirvana ont posé à la une de Rolling Stone en costumes Brooks Brothers. 
Ralph Lauren, alors âgé de 20 ans, a commencé sa carrière comme vendeur chez Brooks Brothers, avant de créer sa propre marque. 
Dans les années 2010, Thom Browne dirige la collection Black Fleece de la marque.
L'entreprise, dont le chiffre d'affaires est en baisse, est d'abord rachetée par Marks & Spencer, puis par le groupe italien Luxottica en 2001. Par la suite, elle sera la propriété de l'italien Claudio Del Vecchio. 
En 2006, la marque, qui réalise 85 % de son chiffre d'affaires aux États-Unis, ouvre une boutique à Paris.  
En 2017, Brooks Brothers compte 700 points de vente à travers le monde, dont 300 en Europe. La marque est distribuée dans 45 pays.  
En 2018, l'entreprise fête ses 200 ans. A cette occasion, elle organise un défilé à Florence. 
Elle compte, en 2019, 600 boutiques dans le monde, dont moins d'une centaine en Europe et 4 000 employés pour un CA d'un milliard de dollars. La marque propose aussi une collection de vêtements féminins, mais réalise 80 % de ses ventes avec son vestiaire masculin.
Après plusieurs années de déclin, l'entreprise est déclarée en faillite en 2020.